# プラセオジムイエロー
プラセオジムイエロー（Praseodymium yellow）は、セラミック顔料の1つで、ジルコン（ZrSiO4）に4価のプラセオジムイオンが固溶した黄色顔料。プラセオジム黄、プラセオ黄とも呼ばれる。緑がかった鮮やかな黄色を呈する。Colour Index Generic Name はPigment Yellow 159である。

## 製法
ジルコニア（ZrO2）、二酸化ケイ素（SiO2）、酸化プラセオジム（Pr2O3・4PrO2）を配合し、鉱化剤を数種添加、800～900℃に加熱する。その後熱湯で鉱化剤を抽出・除去する。別の製法としてはジルコンをアルカリ溶解後Pr2O3・4PrO2や鉱化剤を添加・焼成しても作られる。

## 用途
プラセオジムイエローは様々なタイプの釉薬に使用でき、他のセラミック顔料との混合で多くの中間色を出すことができる。バナジウムジルコニウム青との併用で緑色に発色し、サーモンピンクとの併用で橙色から茶色にかけての色調が得られる。また、プラセオジムイエロー単独では鮮やかで比較的緑味であるが、バナジウムティンイエローやバナジウムジルコニアイエローとの混合により緑みのない黄色を陶磁器で出すことができる。窯業用顔料は他の無機顔料のなかでも鮮明さに欠けるものが多いが粉体でも比較的鮮やかな黄色である。
セラミックス以外ではイギリスのウィンザー・アンド・ニュートン社ではプラセオジムイエローを使って透明水彩絵具のレモンイエローディープを製造している。欠点としては着色力や隠蔽性が小さいことがあげられる。そのため、プラスチックの着色や工業塗料には向かず、プラセオジムイエローの用途はその大部分がセラミックスの着色である。